# Тонга (жёлоб)
То́нга — глубоководный жёлоб в Тихом океане.
Общая протяжённость 860 км. Простирается вдоль подножия восточного склона одноимённого подводного хребта от островов Самоа и жёлоба Кермадек. Ширина по изобате 6000 м — около 80 км.
Максимальная глубина составляет 10 882 м — наибольшая глубина Мирового океана в Южном полушарии.
17 апреля 1970 года при возвращении на Землю «Аполлона-13» лунная посадочная ступень, отстреленная вместе с плутониевым энергоисточником, содержащим 44 500 Ки плутония-238, вошла в атмосферу над южной частью Тихого океана и, приводнившись к югу от островов Фиджи, затонула на глубине 6 тысяч метров в жёлобе. Системы радиационного контроля воздуха и океана не зафиксировали в районе жёлоба выброса радиоактивных веществ.